# Arsure-Arsurette
Arsure-Arsurette ist eine französische Gemeinde in der Region Bourgogne-Franche-Comté, im Département Jura. Sie gehört zum Arrondissement Lons-le-Saunier und zum Kanton Saint-Laurent-en-Grandvaux. Der Ort hat 100 Einwohner (Stand 1. Januar 2022), sie werden Barochers, resp. Barochères genannt.

## Geographie
Arsure-Arsurette liegt auf 924 m, etwa zwölf Kilometer östlich der Stadt Champagnole (Luftlinie). Die Doppelgemeinde erstreckt sich im Jura, auf einer ausgedehnten Hochfläche zwischen der Quelle des Ain und der Jurakette der Haute Joux.
Die Fläche des 12,56 km² großen Gemeindegebiets umfasst einen Abschnitt des französischen Juras. Das gesamte Gebiet wird von einer Hochfläche eingenommen, die durchschnittlich auf 920 m liegt. Sie weist nur sehr geringe Reliefunterschiede auf und ist hauptsächlich von Wies- und Weideland, im südlichen Teil auch von Wald bedeckt. Dieses Hochplateau zeigt keine oberirdischen Fließgewässer, weil das Niederschlagswasser im verkarsteten Untergrund versickert. In einigen Mulden, welche durch Mergel- und Tonschichten abgedichtet sind, konnten sich Hochmoore und einzelne Moorweiher entwickeln. Nach Süden erstreckt sich das Gemeindeareal über einen steilen, teils von Felswänden durchzogenen Hang auf die Höhe der Forêt de la Haute Joux und bis auf die Krete, welche vom Croz Mont nach Nordosten ausläuft. Auf dieser Krete, die ebenfalls zur Kette der Haute Joux gehört, wird mit 1205 m die höchste Erhebung von Arsure-Arsurette erreicht.
Die Gemeinde besteht aus den Ortsteilen Arsure (924 m) und Arsurette (923 m), beide nahe beieinander auf dem Hochplateau gelegen. Nachbargemeinden von Arsure-Arsurette sind Billecul im Norden, Fraroz im Osten, Chaux-Neuve, Châtelblanc und Foncine-le-Haut im Süden sowie Bief-des-Maisons und Gillois im Westen.

## Geschichte
Im Mittelalter gehörten Arsure und Arsurette zur Herrschaft Nozeroy und bekamen 1372 einige Freiheitsrechte zugesprochen, um die Besiedlung des Gebietes zu fördern. Zusammen mit der Franche-Comté gelangten beide Dörfer mit dem Frieden von Nimwegen 1678 an Frankreich. Im Jahr 1816 fusionierten Arsure und Arsurette zur heutigen Doppelgemeinde.

## Sehenswürdigkeiten
In Arsurette steht die ursprünglich romanische Kirche Saint-Laurent, die im 11. Jahrhundert erbaut und im 19. Jahrhundert restauriert, vergrößert und umgestaltet wurde. Der Chor stammt aus der Erbauungszeit.

## Bevölkerungsentwicklung
| Jahr                       | 1962 | 1968 | 1975 | 1982 | 1990 | 1999 | 2006 | 2018 |
| -------------------------- | ---- | ---- | ---- | ---- | ---- | ---- | ---- | ---- |
| Einwohner                  | 169  | 148  | 127  | 110  | 99   | 87   | 90   | 101  |
| Quellen: Cassini und INSEE |      |      |      |      |      |      |      |      |

Mit 100 Einwohnern (Stand 1. Januar 2022) gehört Arsure-Arsurette zu den kleinsten Gemeinden des Départements Jura. Nachdem die Einwohnerzahl in der ersten Hälfte des 20. Jahrhunderts markant abgenommen hatte (1886 wurden noch 370 Personen gezählt), wurden seit Beginn der 1990er Jahre nur noch geringe Schwankungen verzeichnet.

## Wirtschaft und Infrastruktur
Arsure-Arsurette war bis weit ins 20. Jahrhundert hinein ein vorwiegend durch die Landwirtschaft, insbesondere Milchwirtschaft und Viehzucht, sowie durch die Forstwirtschaft geprägtes Dorf. Noch heute leben die Bewohner zur Hauptsache von der Tätigkeit im ersten Sektor. Außerhalb des primären Sektors gibt es nur wenige Arbeitsplätze im Dorf. Einige Erwerbstätige sind auch Wegpendler, die in den umliegenden größeren Ortschaften ihrer Arbeit nachgehen.
Die Ortschaft liegt abseits der größeren Durchgangsstraßen an einer Departementsstraße, die von Bief-des-Maisons nach Mignovillard führt. Weitere Straßenverbindungen bestehen mit Gillois und Nozeroy.

## Belege
1. ↑  Arsure-Arsurette auf habitants.fr